# Montañas Vršac
Las montañas Vršac (serbio: Vršačke planine, Вршачке планине rumano: Munţii Vârşeţ), también conocidas como Colina de Vršac (serbio, Vršački breg, Вршачки брег; rumano Dealurile Vârşeţului), son montañas ubicadas cerca de Vršac (rumano: Vârşeţ), en la provincia serbia de Voivodina y parcialmente también en Rumania. Forman un macizo distinto e independiente, de 19 kilómetros de largo y abarcando una superficie de 170 km², de los cuales 122 pertenecen a Serbia y 48 a Rumania. Las montañas Vršac tienen la forma de un arco, donde la masa montañosa básica asume la posición central, mientras que al sur y al norte se extienden colinas.

## Descripción
Respecto a la apariencia de las montañas Vršac se ven cuatro formas distintivas de una manera clara: 
- La Torre de Vršac (Vršačka kula) - 399m
- La Cabeza de Zorro (Lisičija glava) - con sus tres picos:
  - El pico Vršac (Vršački vrh) - 590m
  - El pico Gudurica (Gudurički vrh), que es al mismo tiempo el más alto de Voivodina, son sus 641 m s. n. m.
  - Vršišor Inferior (Donji Vršišor) - 463m

Entre ellos hay vastas fisuras. Turska glava (402m), Đakov vrh (449m), y Kamenarica también son lugares de interés para los escaladores.
Debido a sus excepcionales condiciones naturales, las montañas Vršac mountains con 120 especies registradas de pájaros son uno de los hábitats ornitológicos más ricos de Voivodina y toda Serbia. Es necesario mencionar otros representantes de la fauna, como el zorro rojo y gris, el ciervo, jabalíes y lobos que aparecen de vez en cuando.
Entre los monumentos culturales más importantes se encuentran la torre de Vršac del siglo XV y el monasterio de Mesić, que según los documentos del siglo XVIII fue construido en el siglo XV, mientras que la tradición pretende que se erigió en el año 1225.